# SLIP (linguagem de programação)
SLIP é uma linguagem de programação de processamento de listas, criada por Joseph Weizenbaum na década de 1960. A sigla SLIP significa Symmetric LIst Processor ("Processador Simétrico de Listas"). Foi implementada pela primeira vez como uma extensão da linguagem de programação Fortran e posteriormente embutida na MAD e ALGOL.